# هاني رمزي (لاعب كرة قدم)
هاني جودة رمزي 10 مارس 1969 لاعب كرة قدم مصري، وهو نجم دفاع منتخب مصر والنادي الأهلي المصري ويعرف في الأوساط الكروية بأمير المحترفين نظرًا لقضاءه أكثر من 15 عامًا محترفًا في الملاعب الأوروبية وبدأ احترافه بعد كأس العالم 1990 وهو الآن يشغل منصب مساعد مدرب لمنتخب مصر لكرة القدم.

## البدايات
ولد هاني رمزي بحي عابدين بمحافظة القاهرة لأسرة مصرية قبطية أرثوذكسية وله أخت واحدة تُدعى مريم، بدأ في ممارسة كرة القدم وهو في سن العاشرة وشاهده آنذاك كشاف نادي الترسانة وحاول إقناعه بالانضمام لأشبال النادي ولكن أبوه السيد جودة رمزي رفض بشدة أن ينضم ابنه للترسانة.
و لذلك فقد ذهب به والده وخاله إلى النادي الأهلي فشاهده كابتن مصطفى يكن وقرر ضمه إلى أشبال القلعة الحمراء وبعد تألقه مع أشبال النادي حصل هاني رمزي علي أول مكافأة في حياته نظير التوقيع للأهلي وكانت 10 آلاف جنيه، ثم تدرج هاني في أشبال النادي وانضم للمنتخب الوطني للناشئين حتى أصبح كابتن فريق تحت 17 سنة والذي كان يتولى تدريبه في ذلك الوقت الكابتن أحمد رفعت.

## رحلته نحو النجومية
و رغم صغر سن رمزي فقد لفت الأنظار بشدة وانضم إلى الفريق الأول بالنادي الأهلي وكان عمره لا يتجاوز الـ 18 عامًا، ونظرًا للتألق والنجومية التي وصل إليها هاني في هذه السن الصغيرة فقد ضمه الكابتن محمود الجوهري إلى منتخب مصر الأول وكان الفريق يستعد لتصفيات كأس العالم التي نجح فيها منتخب مصر في الوصول إلى المونديال للمرة الثانية في تاريخه، وكان كأس العالم بإيطاليا هو مفتاح النجاح والشهرة لـهاني رمزي الذي كان عمره وقتها 20 عامًا وبالفعل يجذب هاني أنظار السماسرة الأوروبيون ويسعى خلفه نادي نيوشاتل السويسري ليصبح أصغر محترف مصري.
و في عام 1990 ينجح هاني في أن يكون نجم فريقه السويسري نيوشاتل رغم صغر سنه ويطلق عليه السويسريون لقب الصخرة لما يتمتع به اللاعب من صلابة وقوة في مركز الليبرو.
و في صيف 1994 ينتقل هاني رمزي إلى الدوري الألماني «البوندزليجا» وتحديدًا إلى نادي فيردر بريمين أحد الأندية الكبرى في ألمانيا مقابل مليون ونصف المليون دولار لمدة ثلاث سنوات ليكون أغلى لاعب مصري بالإضافة لكونه الأول في الدوري الألماني.
بعد الحصول على كأس الأمم الأفريقية عام 1998 وبتوصية من مدرب نادي كايزرسلاوترن السابق ومدرب منتخب إليونان الحالي أوتو ريهاجل انتقل هاني رمزي مع صديقه سمير كمونة من فيردر بريمين إلى كايزر سلاوترن وكان الفريق وقتها يحمل لقب بطل الدوري الألماني ورغم أن مركز اللاعب هو قلب الدفاع إلا أن هاني أحرز مع كايزر سلاوترن 8 أهداف ليصبح المدافع الهداف.
ولكن في أبريل عام 2003 أصيب هاني بقطع في الرباط الصليبي جعله خارج التشكيلة الأساسية لأكثر من عامين حتى قارَبَ عقده مع كايزر سلاوترن على الانتهاء، مما جعله يفكر في قبول عرض نادي الوحدة الإماراتي وقد تداولت الصحف العربية بعض الأخبار حول وجهة هاني رمزي القادمة حتى أشيع أنه تقدم بطلب للعودة إلى ناديه القديم الأهلي إلا أن هذا العرض قوبل بالرفض من مدرب الفريق مانويل جوزيه مبررًا رفضه بعدم حاجة الفريق الآن إلى شراء لاعبيين.
و في 19 أكتوبر 2005 تعاقد رمزي رسميًا مع فريق ساربروكن الألماني لمدة 18 شهر ولكن لأسباب غير معروفة قرر هاني رمزي أن يتولى مهنة مدرب عام لفريق إنبي المصري وكانت أول مباراة له مع الفريق مع النادي الأهلي المصري في نهائي كأس السوبر المصري.

## التدريب
خلال إصابة هانى رمزي حصل على شهادات تدريبية من ألمانيا وقد لعب هاني رمزي دورًا صغيرًا مع أشبال نادي كايزر سلاوترن ولكنه سرعان ما ترك هذه الوظيفة ليحتل منصب مدرب عام ليعمل تحت قيادة المدرب الألماني راينر تسوبيل ولكن بسبب تدهور نتائج الفريق قررت إدارة النادي في أبريل 2007 استبدال تسوبيل برمزي حتى نهاية الموسم مهما كانت النتائج.
مع بداية الموسم الجديد 2008/2007 تعاقد فريق إنبى مع مدرب بترول أسيوط السابق أنور سلامة وبهذا عاد هاني رمزي إلى منصبه الأصلى كمدرب عام.
من سبتمبر 2008 تولى هاني رمزي منصب المدرب العام لمنتخب مصر تحت 20 سنة لكرة القدم وهي بداية جيدة له في عالم التدريب الدولي تحت قيادة المدرب التشيكى ميروسلاف سكوب، قبل أن يصبح المدير الفني له موسم 2010/2009 بعد رحيل سكوب، ثم تولى منتخب مصر الأوليمبي ليقوده في أوليمبياد لندن 2012 ويحقق نتائج معقولة معه.
بعد رحلته مع المنتخب الأوليمبي اتجه لتدريب نادي ليرس البلجيكي موسم 2013/2012، ثم عاد بعدها للدوري المصري مرة أخرى لتدريب نادي وادي دجلة موسم 2014/2013.
وفي فبراير 2014 أصبح المدير الفني لنادي دبي الإماراتي.

### تدريب منتخب مصر
تم استدعاء هاني رمزي ليكون مساعد مدرب للمنخب المصري (2018).

## حياته الشخصية
في يناير 2002 تزوج هاني رمزي من امرأة إيطالية الجنسية تدعى «مانولا»، تعمل على خطوط الطيران الإيطالية وقد كان رمزي مخطوبًا على المذيعة المصرية مريم أمين، ورُزق هاني بطفله الأول «فابيو» في سبتمبر 2002 ومن المعروف أنه يعارض نشر صوره العائلية في وسائل الإعلام.

## روابط خارجية
- هاني رمزي على موقع الاتحاد الدولي (مؤرشف)  (الإنجليزية)
- هاني رمزي على موقع الاتحاد الأوربي (الإنجليزية)
- هاني رمزي على موقع قاعدة بيانات كرة القدم.إي يو (الإنجليزية)
- هاني رمزي على موقع بيانات كرة القدم. دي إي (الألمانية)
- هاني رمزي على موقع ناشيونال فوتبول تيمز (الإنجليزية)
- هاني رمزي على موقع عالم كرة القدم.نت (الإنجليزية)
- هاني رمزي على موقع كووورة
- هاني رمزي على موقع أوليمبيديا (الإنجليزية)